# Matej Jurčo
Matej Jurčo, né le 8 août 1984 à Poprad, est un coureur cycliste slovaque.

## Biographie
Matej Jurčo est né en 1984 à Poprad. Il est membre de l'équipe Dukla Trenčín Merida. Son père Milan Jurčo était également coureur cycliste professionnel. 
Matej Jurčo est devenu coureur professionnel en 2004 dans l'équipe italienne De Nardi de Gianluigi Stanga, après y avoir été stagiaire en 2003. Il a gagné en 2002 la Coupe du monde UCI Juniors. Il a ensuite suivi le manager italien au sein de la Domina Vacanze puis de la Milram depuis 2006. Il est quadruple champion de Slovaquie du contre-la-montre.

## Palmarès
- 1999
  -  Médaillé de bronze de la course en ligne au Festival olympique de la jeunesse européenne
- 2002
  -  Champion de Slovaquie du contre-la-montre juniors
  - Coupe du monde UCI Juniors
  - Coupe du Président de la Ville de Grudziadz  :
    - Classement général
    - 3e, 4e et 6e étapes

  - 1re étape du Tour de Lorraine juniors
  - Tour de Haute-Autriche juniors :
    - Classement général
    - 1re étape

  - 2e du Grand Prix Général Patton
  - 3e du Grand Prix Rüebliland
  - 3e du championnat de Slovaquie sur route juniors
  - 5e du championnat du monde sur route juniors
- 2003
  -  Champion du monde du contre-la-montre militaires
  -  Champion de Slovaquie du contre-la-montre espoirs
  - 5e étape du Tour d'Égypte
  - Prologue et 5e étape du Tour de Hongrie
  - 1re étape du Tour de Slovaquie
  - 2e du Grand Prix Bradlo
  - 8e du championnat d'Europe du contre-la-montre espoirs
- 2004
  -  Champion de Slovaquie du contre-la-montre
  - 2e du championnat de Slovaquie sur route
  - 3e de l'Uniqa Classic
- 2005
  -  Champion de Slovaquie du contre-la-montre
- 2006
  -  Champion de Slovaquie du contre-la-montre
- 2008
  -  Champion de Slovaquie du contre-la-montre
  -  Champion de Slovaquie sur route
- 2009
  - 2e du Grand Prix cycliste de Gemenc
  - 3e du championnat de Slovaquie sur route
  - 3e du Grand Prix Bradlo
- 2010
  - 4e étape du Tour d'Uruguay
  - 2e de Banja Luka-Belgrade II
- 2011
  - 1re étape du Dookoła Mazowsza
  - 2e de Banja Luka-Belgrade II
  - 2e du championnat de Slovaquie sur route
- 2012
  - 1re (contre-la-montre par équipes) et 4e étapes du Czech Cycling Tour
  - 3e du championnat de Slovaquie du contre-la-montre
- 2013
  - 1re étape de Košice-Tatras-Košice
  - 2e du Grand Prix Kranj

## Résultats sur les grands tours

### Tour d'Italie
1 participation
- 2008 : 129e

### Tour d'Espagne
3 participations
- 2005 : abandon (18e étape)
- 2007 : 134e
- 2008 : 81e

## Classements mondiaux
| Année            | 2009 | 2010 | 2011 | 2012 | 2013 | 2014 |
| ---------------- | ---- | ---- | ---- | ---- | ---- | ---- |
| UCI Africa Tour  |      |      | 103e |      | 71e  |      |
| UCI America Tour |      | 248e |      |      |      |      |
| UCI Asia Tour    |      |      | 333e |      |      |      |
| UCI Europe Tour  | 317e |      | 242e | 483e | 278e | 857e |

## Récompenses
- Cycliste slovaque de l'année : 2002